# ديور أنغوس
ديور أنغوس (بالإنجليزية: Dior Angus) هو لاعب كرة قدم بريطاني في مركز الهجوم، ولد في 18 يناير 1994 في كوفنتري في المملكة المتحدة. لعب مع نادي تاموورث ونادي ووستر سيتي.

## وصلات خارجية
- ديور أنغوس على موقع قاعدة بيانات كرة القدم.إي يو (الإنجليزية)
- ديور أنغوس على موقع Soccerway.com (الإنجليزية)